# Index Zero
Index Zero è un film del 2014 diretto da Lorenzo Sportiello.

## Trama
Anno 2035. Un uomo e una donna cercano di entrare illegalmente negli Stati Uniti d'Europa per dare un futuro al figlio che aspettano. Affrontano un lungo e disperato viaggio riuscendo a superare il confine, ma sono catturati dalla polizia dell'immigrazione. Reclusi in un centro di detenzione temporanea, sono separati con la forza perché una donna incinta è considerata “non sostenibile” e deve essere espulsa. In Europa a ogni cittadino è assegnato un Indice di Sostenibilità, basato sullo stato di salute e le capacità produttive. Indice che divide le persone in classi. L'unica possibilità per integrarsi è diventare "sostenibile": raggiungere l'lndice Zero.

## Produzione
Il regista della pellicola Lorenzo Sportiello ha dichiarato di considerarlo "un film di fantascienza umanista. Ho voluto lavorare a un film di genere con un approccio intimista, europeo. La messa in scena è realistica, rendendo la rappresentazione del futuro il più naturalistica possibile".

## Distribuzione
Il film è stato presentato in anteprima mondiale alla nona edizione del Festival internazionale del film di Roma il 24 ottobre 2014.
Attualmente è ancora inedito in sala.

## Riconoscimenti
- 2014 – Fantafestival
  - Pipistrello d'oro al miglior film italiano
- 2015 - Trieste Science+Fiction Festival
  - Méliès d'Argent al miglior film europeo